# Trichananca micromelas
Trichananca micromelas là một loài bọ cánh cứng trong họ Anthicidae. Loài này được Lea miêu tả khoa học năm 1922.